# 林鎮區 (愛荷華州蘇縣)
洛根鎮區（英語：Logan Township）是位於美國愛荷華州蘇縣的一個行政鎮區。

## 地方資料
根據2010年美國人口普查的數據，洛根鎮區的面積為93.53平方千米，當中陸地面積為93.50平方千米，而水域面積為0.03平方千米。當地共有人口317人，而人口密度為每平方千米3.39人。